# Les Goûts et les Couleurs (film, 2022)
Pour les articles homonymes, voir Les Goûts et les Couleurs.
 (juin 2022).
Si vous disposez d'ouvrages ou d'articles de référence ou si vous connaissez des sites web de qualité traitant du thème abordé ici, merci de compléter l'article en donnant les références utiles à sa vérifiabilité et en les liant à la section « Notes et références ».
Pour plus de détails, voir Fiche technique et Distribution.
Les Goûts et les Couleurs est une comédie française réalisée par Michel Leclerc et sorti en 2022.

## Synopsis
Marcia, jeune chanteuse en devenir, enregistre un album avec Daredjane, qui a connu son heure de gloire dans les années 1970. Le décès soudain de cette dernière va amener Marcia à devoir composer avec Anthony, son ayant droit.

## Fiche technique
- Titre original : Les Goûts et les Couleurs
- Réalisation : Michel Leclerc
- Scénario : Michel Leclerc et Baya Kasmi
- Musique : Jérôme Bensoussan et David Gubitsch
- Décors : Pascale Consigny	et David Vinez
- Costumes : Alexia Crisp-Jones
- Photographie : Pierre Dejon
- Montage : Annette Dutertre
- Production : Isabelle Grellat Doublet
- Société de production : SNC Catalogue MC
- Société de distribution : Pyramide Distribution
- Pays de production :  France
- Langue originale : français
- Format : couleur — 2,35:1
- Genre : comédie
- Durée : 110 minutes
- Dates de sortie :
  - France : 22 juin 2022
  - Belgique : 29 juin 2022

## Distribution
- Rebecca Marder : Marcia
- Félix Moati : Anthony
- Judith Chemla : Daredjane
- Philippe Rebbot : le manager de Marcia
- Eye Haïdara : Ivry
- Artus : Gary Wild
- Baya Kasmi : la dame de la SACEM
- François Morel : Jean-Pierre Michel
- Francis Leplay : Le cadre SACEM
- Saffiya Labab : Aïssa
- Héloïse Janjaud : Julie
- Sarah Le Picard : Denise Glaser